# Конституционный запрет однополых браков в США

Хронология запретов однополых браков и других форм однополых союзов в США.
В конституцию не вносилось никаких положений относительно однополых браков или других форм однополых союзов.
В конституцию было внесено положение, разрешающее правительству штата запретить однополые браки на уровне закона.
В конституцию был внесён запрет на однополые браки.
В конституцию был внесён запрет на однополые браки и на однополые гражданские союзы.
В конституцию был внесён запрет на любые возможные формы однополых союзов.

Каждый американский штат долгое время самостоятельно решал вопрос о статусе однополых браков и других форм гражданских союзов на своей территории. С 1998 года в ряде штатов США в результате референдумов были приняты поправки к конституциям, определяющие брак исключительно как союз мужчины и женщины. Таким образом, на конституционном уровне в этих штатах были запрещены браки между лицами одного пола. В некоторых штатах проведённые референдумы запретили вообще любые другие формы однополых союзов и партнёрств. Принятые поправки к местным конституциям обеспечивались федеральным законом США «О защите брака», разрешающим штатам не признавать однополые браки, заключённые в других юрисдикциях. Во многих штатах, принявших такие поправки, они впоследствии были объявлены неконституционными по решению суда и отменены. В 2015 году Верховный суд США на федеральном уровне объявил такие запреты противоречащими конституции США и обязал все штаты и территории осуществлять регистрацию брака однополых пар.

## История
Запретив регистрировать браки, законодательство штата может предложить однополым парам другие формы регистрации отношений, например, гражданские союзы (англ. civil union) и/или домашние партнёрства (англ. domestic partnership) или вовсе запретить любые формы официальной регистрации отношений. В штатах, в которых существует конституционный запрет однополых браков, законодатель не может легализовать такие браки до тех пор, пока не будут отменены существующие поправки к конституциям.
В 1998 году в штате Гавайи избиратели голосовали не прямо за запрет однополых браков. В результате референдума правительство штата получило право на запрет однополых браков, чем оно и воспользовалось. В тринадцати штатах (Арканзас, Джорджия, Кентукки, Луизиана, Мичиган, Миссисипи, Миссури, Монтана, Северная Дакота, Оклахома, Огайо, Юта и Орегон) однополые браки были запрещены по результатам референдумов, состоявшихся в 2004 году. Кроме того, тогда же в штате Огайо была поддержана законодательная инициатива, запрещающая в том числе и однополые гражданские союзы. В последующие годы последовали запреты и в некоторых других штатах.
С 2013 года в результате череды судебных процессов конституционные запреты на однополые браки во многих штатах судами различных инстанций были объявлены антиконституционными и соответствующие поправки были отменены. Противники однополых браков в некоторых из них пытались добиться отмены этих решений и подавали апелляции. По состоянию на 2015 год запрет сохранялся в 13 штатах (см. карту).
Верховный суд США в своём решении от 26 июня 2015 года по делу «Обергефелл против Ходжеса» постановил, что все штаты обязаны выдавать брачные свидетельства всем однополым парам, а также признавать такие свидетельства, выданные законным путём в прочих юрисдикциях. В результате данного решения все запреты однополых браков, действовавшие в различных штатах и территориях, были отменены.

## Обзор по штатам
| Штат              | Год  | Результат | Название вопроса референдума          |
| ----------------- | ---- | --------- | ------------------------------------- |
| Аляска            | 1998 | 68 %      | Alaska Ballot Measure 2               |
| Гавайи            | 1998 | 69 %      | Hawaii Constitutional Amendment 2     |
| Небраска          | 2000 | 70 %      | Nebraska Initiative 416               |
| Невада            | 2002 | 67 %      | Nevada Question 2                     |
| Миссури           | 2004 | 71 %      | Missouri Constitutional Amendment 2   |
| Мичиган           | 2004 | 59 %      | Michigan Proposal 04-2                |
| Северная Дакота   | 2004 | 73 %      | North Dakota Constitutional Measure 1 |
| Огайо             | 2004 | 62 %      | Ohio Issue 1                          |
| Оклахома          | 2004 | 76 %      | Oklahoma Question 711                 |
| Монтана           | 2004 | 67 %      | Montana Initiative 96                 |
| Орегон            | 2004 | 57 %      | Oregon Ballot Measure 36              |
| Юта               | 2004 | 66 %      | Utah Constitutional Amendment 3       |
| Луизиана          | 2004 | 78 %      | Louisiana Constitutional Amendment 1  |
| Арканзас          | 2004 | 75 %      | Arkansas Constitutional Amendment 3   |
| Джорджия          | 2004 | 76 %      | Georgia Constitutional Amendment 1    |
| Кентукки          | 2004 | 75 %      | Kentucky Constitutional Amendment 1   |
| Миссисипи         | 2004 | 86 %      | Mississippi Amendment 1               |
| Канзас            | 2005 | 70 %      | Kansas Amendment 1                    |
| Техас             | 2005 | 76 %      | Texas Proposition 2                   |
| Айдахо            | 2006 | 63 %      | Idaho Amendment 2                     |
| Алабама           | 2006 | 81 %      | Alabama Amendment 774                 |
| Аризона (I)       | 2006 | 49 %      | Arizona Proposition 107               |
| Виргиния          | 2006 | 57 %      | Virginia Ballot Question 1            |
| Висконсин         | 2006 | 59 %      | Wisconsin Referendum 1                |
| Колорадо          | 2006 | 56 %      | Colorado Amendment 43                 |
| Теннесси          | 2006 | 81 %      | Tennessee Amendment 1                 |
| Южная Дакота      | 2006 | 52 %      | South Dakota Amendment C              |
| Южная Каролина    | 2006 | 78 %      | South Carolina Amendment 1            |
| Аризона (II)      | 2008 | 56 %      | Arizona Proposition 102               |
| Калифорния        | 2008 | 52 %      | California Proposition 8              |
| Флорида           | 2008 | 62 %      | Florida Amendment 2                   |
| Миннесота         | 2012 | 47 %      | Minnesota Amendment 1                 |
| Северная Каролина | 2012 | 61 %      | North Carolina Amendment 1            |

 В результате референдума был принят запрет на однополые браки

 В результате референдума запрет однополых браков не был принят
 Принятый запрет позднее был объявлен антиконституционным по решению суда и окончательно снят
 Принятый запрет позднее был объявлен антиконституционным по решению суда; была подана апелляция
 Принятый запрет однополых браков оставался в силе вплоть до решения Верховного суда